# 더 호르덜
더 호르덜 (네덜란드어, [də ˈɣɔrdəl] ( 듣기),"벨트"라는 뜻)은 벨기에 브뤼셀 주변에서 열리는 가족 자전거 및 걷기 행사이다. 이 행사는 1981년부터 매년 9월 첫째 일요일에 블로소가 주최한다. 이는 관련된 지방 자치 단체들이 플랑드르의 일부라는 상징적인 확언으로 의미가 담겨 있다. 이는 또한 플랑드르 공동체 전체가 이 마을들에 사는 플랑드르인들과의 연대를 표현한다.
날씨에 따라 최대 100,000명(2005년)의 참가자들이 자전거나 걷기를 통해 참석한다. 2008년, 악천후로 인해 58,000명의 참가자가 줄었다. 2010년판에는 80,000명 이상의 참가자가 있었다.
이 행사에 대한 의견은 다양하지만, 일부 벨기에 내 프랑스어 사용자들은(2005년 히 버르호프스타트 총리를 포함하여) 참가를 선택한 사람들을 일종의 정치적 움직임으로 바라본다. 2006년 플랑드르의 이브 레테르메 장관은 "더 호르덜은 브뤼셀 플랑드르 주변의 마을들을 유지하고 싶다고 말하는 기분 좋은 방법이다."라고 말했다. 이브 레테르메는 총리로서 2008년에 참가하지 않았다.
브뤼셀과 매우 가깝고, 일부 지역에서 프랑스어를 사용하는 다수의 플랑드르 마을을 통과하는 이 스포츠 행사는 뉴스 보도를 통해 광범위한 텔레비전 보도를 얻고 있으며, 인근 지역과 심지어 인근 지역 간의 언어적, 정치적 분열이 브뤼셀 바로 주변 지역에서 여전히 살아 있음을 시각적으로 상기시켜 준다.

## 사건
더 호르덜은 과거에 여러 차례 방해 행위의 대상이 되었다. 2006년 행사 동안, 프랑스어를 사용하는 유명한 변호사인 세바스티안 코르토이와 다른 사람이 도로에서 압정을 던지는 것을 지역 경찰이 잡았다. 2008년과 2010년에 엄지손가락 던지기가 증가한 것이 주목되었다.

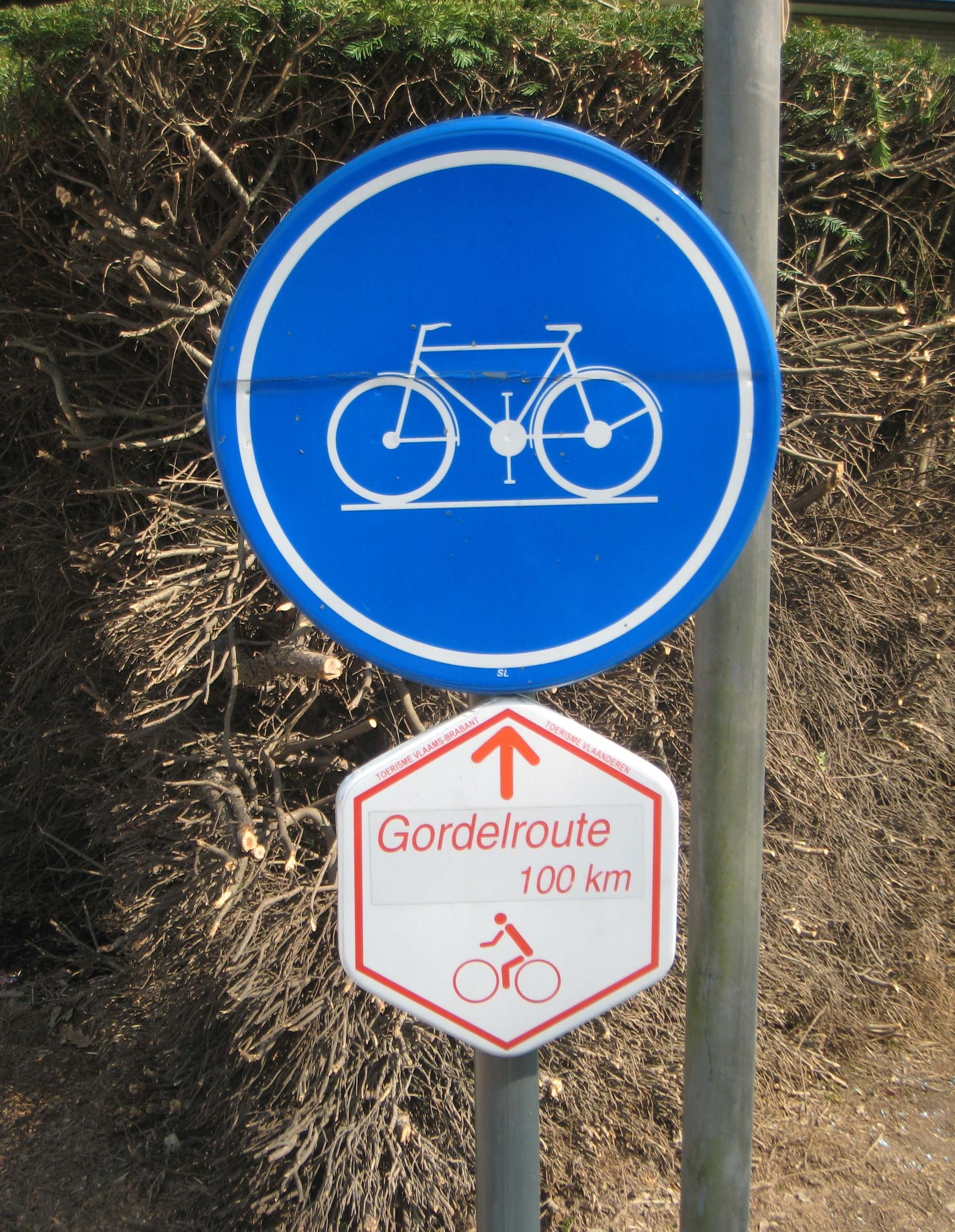
호르덜루트를 포함한 사인

## 호르덜루트 순환도로
호르덜루트는 더 호르덜을 기반으로 브뤼셀을 둘러싸는 순환도로이다. 주로 더 조용한 도로와 순환 경로를 따라가는 이벤트에서 사용된 것과 동일한 경로를 따르지 않지만 거의 동일한 거리(100km)이다.